# Guerra de Independencia de Venezuela
La guerra de independencia de Venezuela fue un conflicto armado (bélico) librado entre los años 1811 y 1823 por las fuerzas militares de Venezuela y Gran Colombia contra el dominio español para obtener la independencia del país formando parte de la Gran Colombia. La guerra de independencia sellaría definitivamente la independencia en Venezuela del Imperio español y tendría grandes repercusiones en los demás movimientos independentistas de América del Sur y otros.

## Desarrollo
La guerra de independencia de Venezuela fue el más reñido de los conflictos por la emancipación de América,[cita requerida] siendo uno de los más costosos para la nación en todos los sentidos. El territorio venezolano cambió varias veces de mano, las batallas independentistas contaron en los primeros años del conflicto con un escaso apoyo popular producto del odio de las clases bajas al predominio de los mantuanos. En los trece años que duró solo hubo unos cinco meses de paz generalizada en el país, producto del Tratado de Armisticio y Regularización de la Guerra de 1820.

## El conflicto

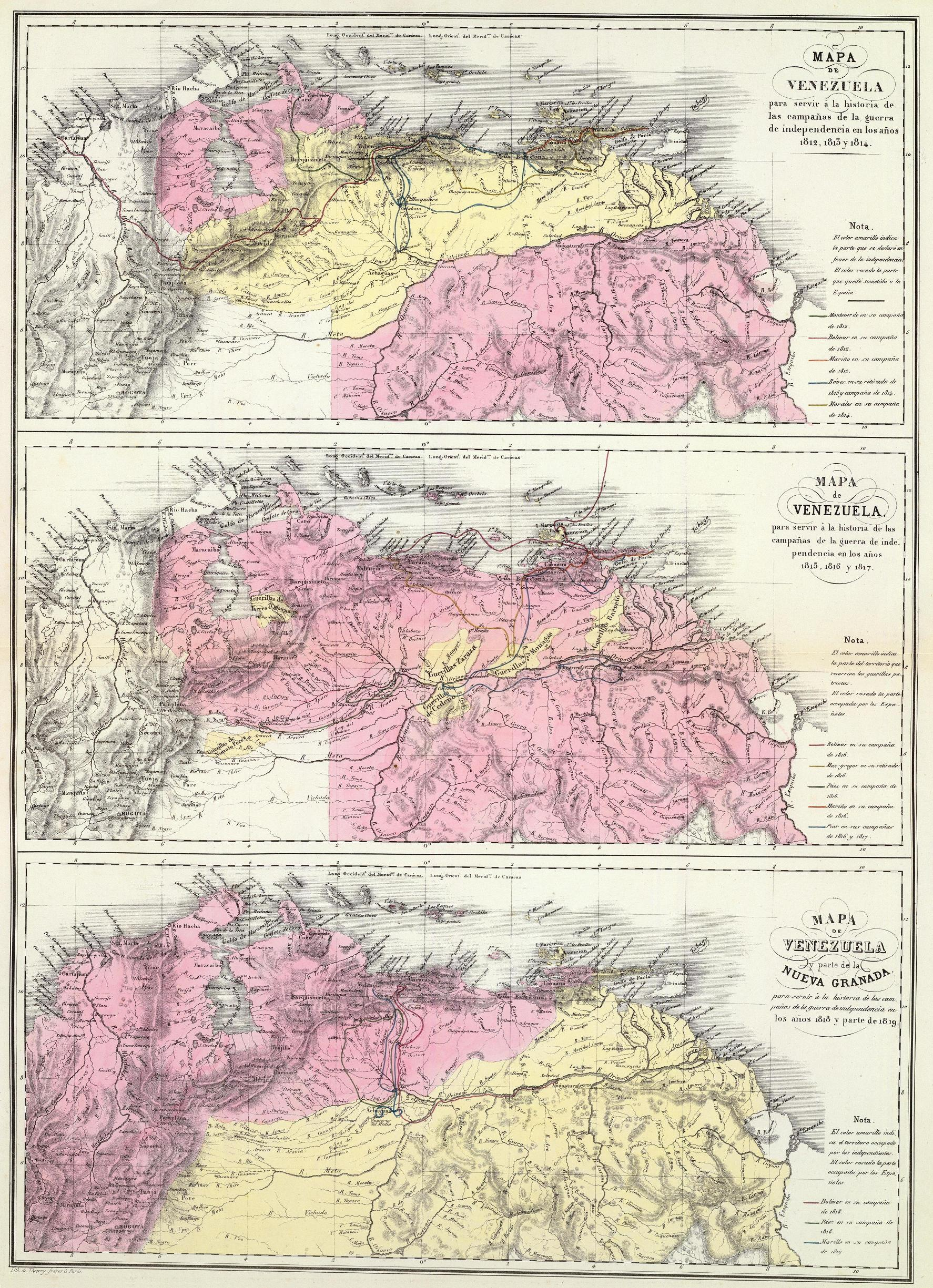
Campañas de independencia en Venezuela entre 1813 y 1819

La guerra de independencia venezolana puede dividirse en las siguientes campañas:

### Campaña de Coro
La campaña de Coro fue una campaña militar emprendida por las fuerzas leales a la Junta Suprema de Caracas al mando del marqués del Toro en contra de la ciudad de Coro que desconocía la legalidad de la Junta de Caracas como regente de la Capitanía General de Venezuela durante la ausencia del Rey y en su lugar reconocía a la Junta de Cádiz.

### Campaña de Valencia
Apenas se supo en la ciudad de Valencia la declaración de independencia ocurrida en Caracas, los habitantes de la ciudad proclamaron su rebeldía y tomaron los cuarteles. El gobierno de Venezuela envió una expedición comandada por el marqués del Toro pero este no pudo seguir avanzando tras encontrar fuerte resistencia en Mariara. Francisco de Miranda sustituyó al marqués del Toro como jefe de la expedición, quedando este como segundo al mando. Miranda avanzó alrededor del lago de Valencia y tras varios combates, llegó a la ciudad de Valencia. Fuertemente defendida la ciudad resiste varios asaltos pero finalmente capitula el 13 de agosto. El alto costo en vidas, debilitó seriamente a las fuerzas patriotas.

### Campaña de Guayana
Después de que la provincia de Guayana, al igual que la de Coro, no reconociera a la nueva Junta Suprema de los republicanos, desde Caracas y con ayuda de todas las provincias se envía un contingente de unos 2000 hombres a aquella provincia para tomarla y derrotar a las fuerzas realistas que la defendían. Tras varios éxitos navales republicanos y poner bajo asedio a la ciudad de Angostura, la destrucción de la flota de la república en la batalla naval de Sorondo obliga a los republicanos a cruzar el Orinoco y finaliza la campaña.

### Campaña de Monteverde
El capitán realista Domingo Monteverde inicia la reconquista española de Venezuela con su desembarco de 150 hombres en la ciudad de Coro. Allí engrosó sus filas con habitantes de la ciudad, descontentos con la causa republicana y que se mantenían leales al Rey. De Coro marchó con 400 hombres hacia Siquisique, en donde reunió fuerzas con los realistas Juan de los Reyes Vargas y Andrés Torellas. Ocupó Barquisimeto sin resistencia el 7 de abril, el 25 de ese mes ya estaba en San Carlos. Se enfrentó a Miranda en el paso de La Cabrera, donde fue rechazado varias veces hasta finalmente lograr pasar hacia los valles de Aragua. Miranda se replegó a La Victoria, ciudad que fortificó para presentar una defensa apropiada contra las fuerzas de Monteverde, que asaltaron dos veces esta ciudad de manera infructuosa. Tras la caída de Puerto Cabello (que estaba bajo el comando de Simón Bolívar) a manos realistas, continuas deserciones y derrotas claves contra el ejército de Monteverde, Miranda se vio en la obligación de firmar una Capitulación en San Mateo el 25 de julio de 1812, dando fin a la Primera República de Venezuela.

### Campaña de Oriente
Los independentistas orientales emigrados de Venezuela a la colonia británica de Trinidad acordaron en la asamblea de Chacachare el nombramiento de Santiago Mariño como jefe supremo y el inicio de una ofensiva al oriente del país. Guiria fue tomada el 13 de enero. De allí partió José Francisco Bermúdez a Cumaná tomando Irapa en el camino. Cerveriz trato de retomar Irapa pero fue rechazado. Maturín fue tomada por Bermúdez el 2 de febrero. Monteverde intentó recuperar oriente pero fue rechazado. Mariño liberó Cumaná el 3 de agosto y Barcelona el 19 de ese mes.

### Campaña Admirable
La Campaña Admirable fue liderada por Simón Bolívar que invadió a Venezuela desde la Nueva Granada.

#### Batalla de Cúcuta

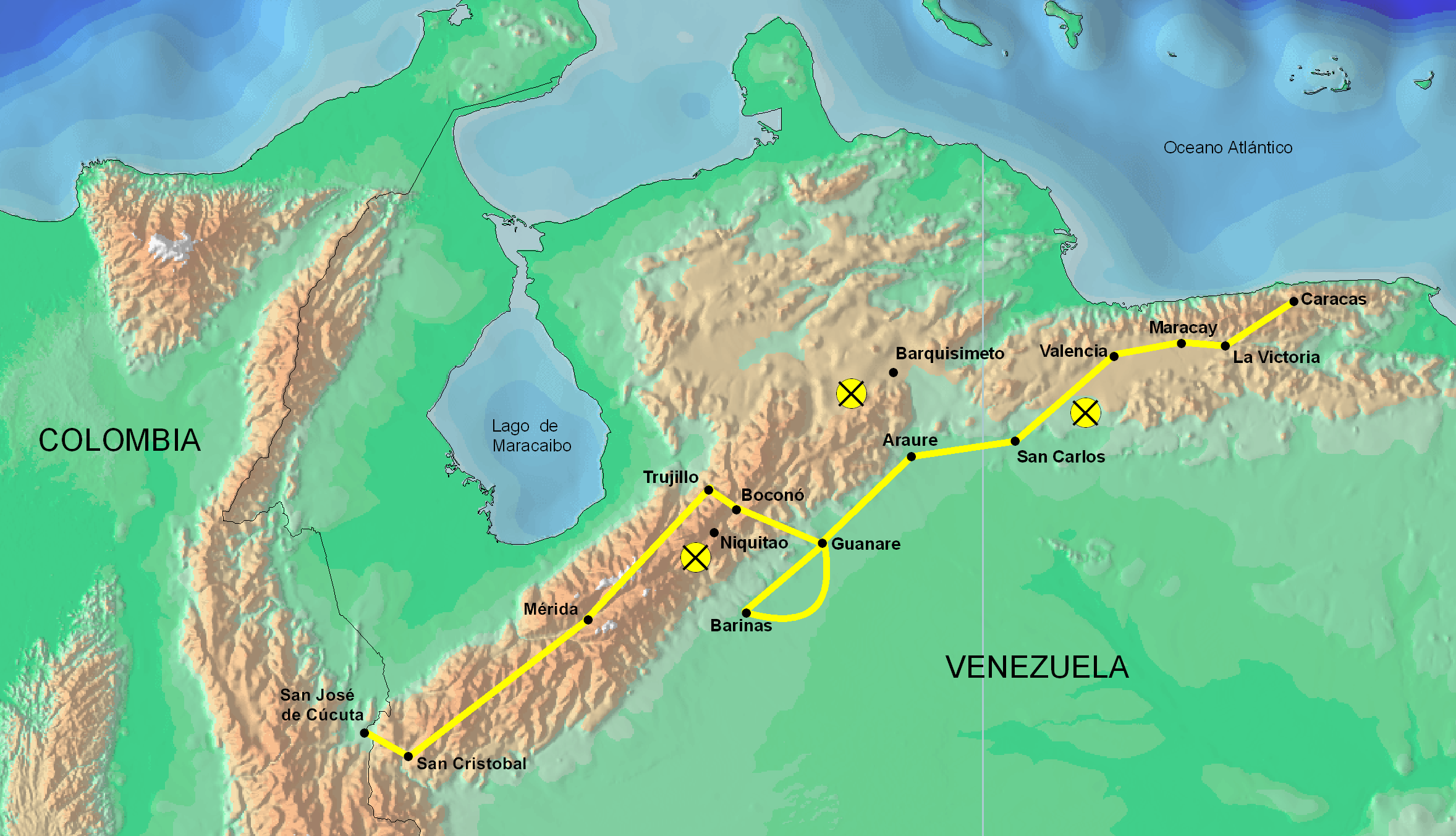
Mapa de la Campaña Admirable.

El 8 de enero de 1813 Bolívar ocupó a la ciudad de Ocaña (la segunda en importancia en Norte de Santander, después de Cúcuta) después de haber dejado el paso libre en el Magdalena Medio consiguiendo así la navegación entre Bogotá y Cartagena.
El 16 de febrero Bolívar salió rumbo a Cúcuta pues había peligro por la presencia de Ramón Correa y sus fuerzas realistas. En su recorrido venció una fuerza enemiga que le cerraba el paso en La Aguada. El 28 del mismo mes se llevaba a cabo lo que hoy en día se conoce como la Batalla de Cúcuta, con la cual se le dio la independencia a esta ciudad. 
Bolívar solicitó ayuda al gobierno neogranadino a través del Manifiesto de Cartagena, la cual le fue concedida por las acciones que ya había llevado a cabo en ese país.

#### Batalla de Agua Obispo
Tan pronto como recibió la autorización del gobierno de la Nueva Granada emprendió su avanzada hacia Venezuela el 14 de mayo de 1813. La expedición constaba de dos divisiones, a la vanguardia el coronel Atanasio Girardot y en la retaguardia coronel José Félix Ribas. Estas fuerzas marcharon por la vía de San Cristóbal - La Grita - Mérida - Trujillo. 
Posteriormente, ante el repliegue del jefe realista Manuel Cañas a Carache, Girardot se dirigió hacia esa localidad con sus fuerzas el 17 de junio, en horas de la tarde. En horas de la noche, el jefe realista abandonó la línea que ocupaba y llevó sus hombres a las alturas de Agua de Obispos. El 18 de junio se produjo el enfrentamiento entre las fuerzas de Girardot y Cañas, resultando el triunfo del jefe independentista y eliminándose las tropas que podían entorpecer el avance de Bolívar, quien había llegado a la ciudad de Trujillo el 14 de junio, desde donde ordenó a Ribas que marchase lo más rápidamente de Mérida en dirección de Boconó, con el objeto de facilitar el factor sorpresa. Mientras tanto a Girardot se le ordenó replegarse sobre Trujillo.

#### Batalla de Niquitao
Al amanecer del 2 de julio de 1813 los independentistas avanzaron hacia los españoles. A las 9 de la mañana observó Ribas el dispositivo de defensa de las tropas enemigas. Al estar a los 100 metros el jefe José Félix Ribas ordenó a sus soldados del centro, comandados por el Mayor Rafael Urdaneta, que abrieran fuego contra las posiciones enemigas, cosa que realizó el marabino por espacio de una hora. Luego recibió la orden de romper la línea central del enemigo con un grueso importante de su tropa. Otro grupo de independentistas comandados por el capitán José María Ortega realizaron otro ataque en contra del ala derecha del enemigo.
El enemigo abandonó su posición por la embestida de los independentistas para así obtener mejor posición en una altura más importante. El ataque independentista sigue por tres horas más pero sin ningún resultado aparente sino la toma de algunas posiciones sin importancia. De pronto Ribas ordenó a su caballería que marchase por el camino real para embestir a la retaguardia enemiga.
Los españoles, derrotados, huyen desordenadamente. Los independentistas hicieron prisioneros a 445 realistas, obteniendo también 450 fusiles, 60 sables, 160 tiros de cañón y gran cantidad de municiones. La derrota española fue tan grande que el jefe realista Martí escapó con solo seis compañeros. Esta fue la primera de la batallas ganadas por el coronel; en ese tiempo; José Félix Ribas acompañado por otros bravos independentistas como el mayor Rafael Urdaneta, los capitanes Vicente Campo Elías y José María Ortega. Después de esta acción los independentistas reanudaron su marcha para conquistar la capital de Venezuela, Caracas.

#### Batalla de Los Horcones
Ocurrió el 22 de julio de 1813 y en ella las fuerzas independentistas al mando de José Félix Ribas y Jacinto Lara, derrotan a los Realistas del comandante Francisco Oberto, quien se movió a este lugar y escogió posiciones para esperar la columna de Ribas. Fue un ataque rápido y decidido, que lo hizo dueño de la artillería y obtuvo un poco más de 500 hombres. Un completo triunfo sobre el enemigo que contaba con un número superior de hombres, quedando en su poder todo el material bélico y de transporte haciendo más de 300 prisioneros. Los Generales Jacinto Lara y Florencio Jiménez participaron en esta batalla.

#### Toma de Caracas
Con la entrada triunfal a Caracas el 6 de agosto de 1813, el ejército independentista finaliza la Campana Admirable después de haber obtenido grandes triunfos sobre los realistas, Bolívar es proclamado Libertador de Venezuela y se restaura la II república. Pero por desgracia todavía estaba lejos la completa liberación de Venezuela. Mucha sangre será derramada y la caída de la II república será una de las etapas más negras de la historia venezolana.

### Operaciones en el centro y occidente de Venezuela y sur de Caracas
Bolívar abre nuevamente operaciones contra la reacción española que pronto se hizo sentir en gran parte del país. Desde Caracas envió a los tenientes coroneles Tomás Montilla a los llanos de Calabozo que eran amenazados por José Tomás Boves y Vicente Campo Elías a pacificar los valles del Tuy donde había estallado una rebelión.
Boves derrota una avanzada de Montilla en el sitio de Santa Catalina y entra en Calabozo sin oposición. En los valles del Tuy, Campo Elías llega a Ocumare del Tuy el 26 de agosto y en poco tiempo logra la pacificación de la región tras lo que regresa a Caracas. En la capital recibe órdenes de dirigirse a Calabozo para apoyar a Montilla lo que resulta en la derrota de Boves en Mosquiteros el 14 de octubre.
Bolívar se dirige a Valencia con el ejército de Urdaneta donde hace una concentración de tropas y las divide en 3 columnas: la primera, comandada por García de Sena, a Barquisimeto contra el indio Reyes Vargas, la segunda dirigida por Atanasio Girardot hacia Puerto Cabello por el camino de Aguas Calientes y la tercera de Rafael Urdaneta también hacia Puerto Cabello pero por el camino de San Esteban. García de Sena triunfa sobre Reyes Vargas en Cerritos Blancos mientras que en Puerto Cabello Urdaneta y Girardot toman las fortalezas de Vigía alta y Vigía baja y el pueblo exterior.
Monteverde recibe refuerzos desde España y lanza una ofensiva sobre Valencia. Bolívar lo espera en Naguanagua; el 30 de septiembre lo derrota en la batalla de Bárbula y nuevamente en la batalla de Las Trincheras, el 3 de octubre. Monteverde, herido de gravedad y con su ejército aniquilado, se retira a Puerto Cabello y Bolívar vuelve a Caracas tras destacar a Urdaneta contra Coro.

### Nuevas operaciones de Bolívar en el occidente

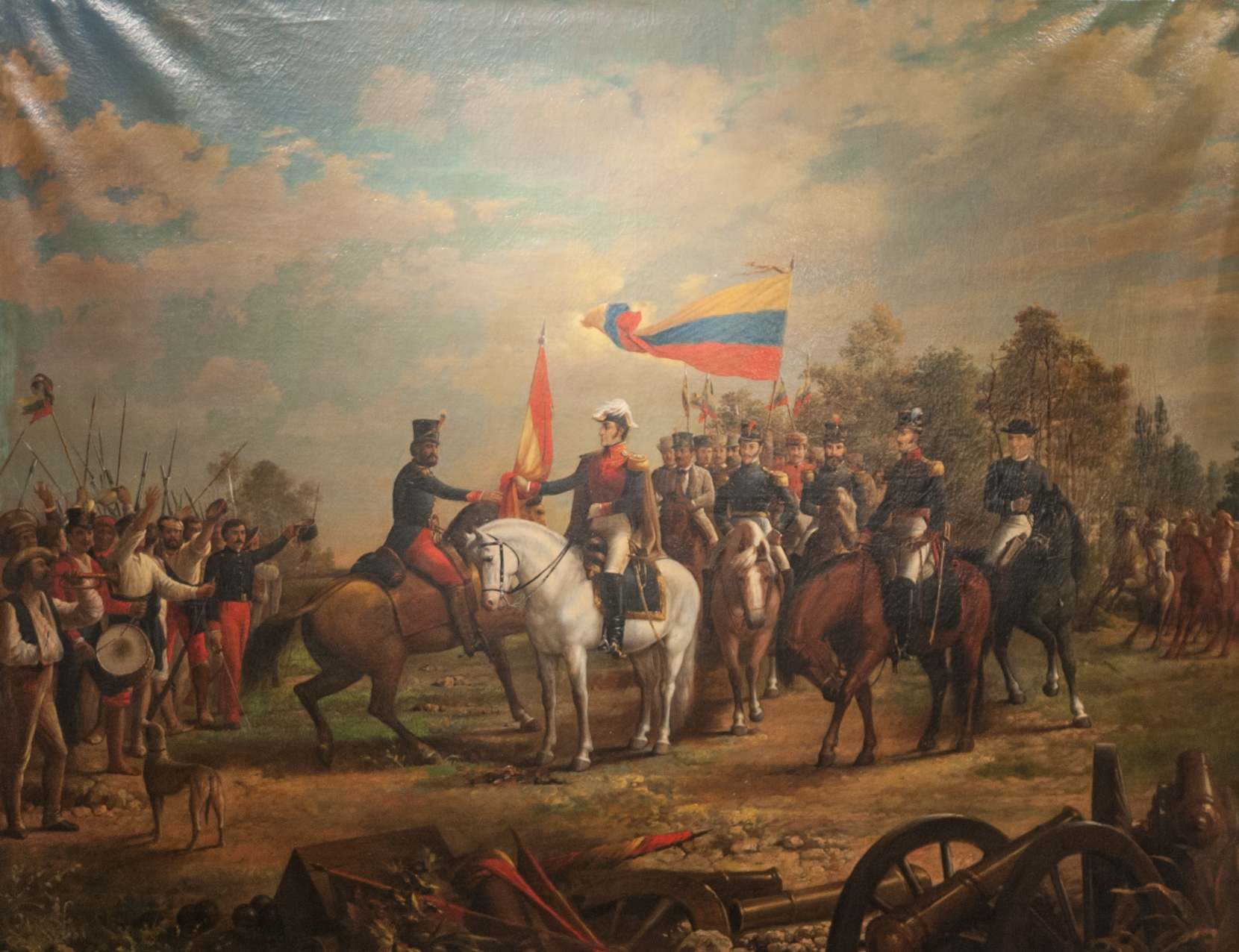
Batalla de Araure.

El brigadier José Ceballos salió de Coro el 23 de septiembre recibiendo refuerzos en el camino con lo que alcanzó a sumar 1300 hombres. Este movimiento deja sin efecto la ofensiva encomendada a Urdaneta quien se hallaba en Galemotal esperando refuerzos. Bolívar arriba entre el 7 y el 8 de noviembre con un batallón y dos compañías.
Ceballos atacó exitosamente a Barquisimeto el 10 de ese mes, mientras que el coronel Salomón salió de Puerto Cabello y se dirigió a Valencia vía Vigirima-Guacara pero fue rechazado tras un largo combate en los días 23, 24 y 25 de noviembre y volvió al Puerto. El triunfo dio suficiente libertad a Bolívar como para trasladarse a San Carlos donde realizó una concentración de tropas y organizó el ejército en 4 divisiones.
Bolívar avanzó sobre Araure con una columna de 5000 hombres, en la ciudad se encontraban Ceballos quien venía de Barquisimeto y Yáñez de Apure. El 5 de diciembre Bolívar los derrota en la batalla de Araure tras lo cual vuelve a Caracas.

### Campaña de Barinas
Tras la victoria de Araure Urdaneta destacó desde Guanare y para Barinas a García de Sena. De allí siguió marcha el general Urdaneta hacia Barquisimeto en dirección a Coro, para pacificar dicha provincia. El 15 de enero de 1814 derrotó al indio Reyes Vargas en Baragua tras un corto combate pero tuvo que regresar a Barinas para auxiliar a García de Sena quien era asediado por Yáñez, Puy y Remigio Ramos. No logró llegar a tiempo, por lo que García de Sena abandonó la plaza. Perdida Barinas Urdaneta se dirigió a Ospino, que tras fortificarla puso al coronel José María Rodríguez como comandante de la plaza mientras él se dirigía a Barquisimeto a buscar refuerzos. Ya en Barquisimeto envió al batallón "Valencia" el cual llegó a Ospino el 2 de febrero, en momentos en que Yáñez la tenía sitiada. Inmediatamente entablaron combate, los realistas fueron derrotados y Yáñez muerto.

### Operación de Vicente Campo Elías frente a la ofensiva de José Tomás Boves
Mientras Bolívar derrotaba a José Ceballos en Araure (5 de diciembre), José Tomás Boves avanzaba sobre Calabozo y en el sitio de San Marcos derrotó al coronel Pedro Aldao el 8 de diciembre de 1813. Los republicanos se replegaron a Flores. Vicente Campo Elías se hallaba en San Juan de los Morros con 1500 infantes, 300 jinetes y 2 piezas de artillería, y enterado del avance de Boves, replegó a la quebrada de La Puerta, en las cercanías de San Juan de los Morros. El 3 de febrero de 1814 atacó Boves y derrotó a los independentistas. Campo Elías, con los restos de su columna, se retiró a La Cabrera

### Nueva ofensiva de José Tomás Boves sobre los valles del Tuy y de Aragua
(1814): Libre Boves de toda resistencia, como consecuencia de su triunfo en La Puerta (3 de febrero), distribuyó sus fuerzas en 3 columnas: la primera (Francisco Tomás Morales), debía marchar a Caracas por La Victoria; la segunda (Francisco Rosete), tenía también a Caracas como objetivo y marcharía por los valles del Tuy; la tercera quedaría como reserva en Villa de Cura, bajo su mando personal. Estas operaciones son generadoras de las acciones que, en su contra llevó a cabo el general José Félix Ribas en La Victoria, Charallave y Ocumare; y las del general Simón Bolívar en San Mateo donde se inmola el neogranadino Antonio Ricaurte . De Caracas se movilizó Ribas con una columna de unos 1500 hombres y con ella se organizó defensivamente en La Victoria. El 12 de febrero recibió el ataque de la columna de Morales, la cual fue rechazada y casi destruida, después de la resistencia que le opusieron los republicanos. Ribas regresó a Caracas y desde allí marchó a los valles del Tuy, donde batió a Rosete en los combates de Charallave (20 de febrero) y Ocumare (20 de marzo). Simultáneamente con estas acciones, Bolívar rechazaba con éxito a Boves delante de las posiciones de San Mateo (28 de febrero y 25 de marzo).

### Operaciones del Ejército de Oriente en apoyo del Ejército de Simón Bolívar
El Ejército de Oriente (4.300 hombres) inició su marcha hacia el centro del país entre el 17 y el 26 de enero de 1814. Estaba organizado en 4 columnas: derecha, coronel Juan Manuel Valdés; centro, coronel José Francisco Bermúdez; izquierda, coronel Agustín Arrioja; reserva, teniente coronel Manuel Isava; y una brigada de artillería. El 23 de marzo se reunieron estas tropas en Camatagua, después de haberse batido con éxito en Cabruta, Tucupido, Agua Negra, pueblos de Orituco y otros lugares. El 27 reanudó Santiago Mariño la marcha hasta la línea formada por la quebrada de Bocachica, donde tomó posiciones. Allí fue atacado por José Tomás Boves, procedente de Villa de Cura. El triunfo fue de los republicanos. El jefe realista, perseguido por una columna enviada por Bolívar, se retiró por Güigüe hacia Valencia y de allí hacia los llanos de Calabozo, por Tocuyito y El Pao.

### Acciones de Rafael Urdaneta en Barquisimeto frente a José Ceballos
Después de la batalla de Ospino, Urdaneta regresó a Barquisimeto, dispuesto a incrementar sus fuerzas para la reconquista de Barinas, pero tuvo que desistir debido al envió de unos 700 hombres a San Mateo a pedido de Bolívar. Quedaba pues en Barquisimeto con unos 650 hombres, con los cuales debía atender al brigadier Ceballos, que amenazaba desde Carora y al coronel Sebastián de la Calzada que se hallaba en Guanare. Ceballos avanzó sus fuerzas hacia Barquisimeto, en tanto que Calzada lo hizo hacia San Carlos. Trató Urdaneta de resistir en Barquisimeto, pero cargado de frente por fuerzas superiores tuvo que retirarse hacia San Carlos y luego a Valencia, donde recibió la orden de defender la plaza. El 28 de marzo se presentaron Ceballos y Calzada ante Valencia, con 4.000 hombres y le pusieron sitio, el cual fue mantenido hasta el 3 de abril, cuando llegó Boves con los restos escapados de Bocachica e informó a Ceballos de la persecución a que estaba sometido por parte de Bolívar. Ceballos se retiró hacia San Carlos y Boves hacia Calabozo. El mismo día por la tarde, entraron a Valencia Bolívar y Montilla con algunas tropas.

### Ofensiva de Santiago Mariño contra José Ceballos. Batalla de Arao
En Valencia organizó Bolívar una división de 2800 hombres y la puso bajo las órdenes del general Santiago Mariño, quien partió para El Tinaco, en observación de Ceballos que se hallaba en San Carlos. Al mismo tiempo partió Bolívar para Puerto Cabello con 2 batallones. De Tinaco prosiguió Mariño hacia San Carlos, pero antes de llegar a esta ciudad, el 16 de abril, encontró la división de Ceballos que, con 2000 hombres, se había desplegado en batalla en la sabana del Arao. Entablado el combate, Ceballos derrotó a Mariño. El 19 de abril, cuando Bolívar se disponía a lanzar el asalto a Puerto Cabello, recibió la noticia de la derrota de Mariño y entonces replegó a Valencia, donde hizo una concentración de tropas.

### Primera campaña de Carabobo
Nombrado el mariscal de campo Juan Manuel Cajigal capitán general de Venezuela, salió de Coro con una columna en dirección a Valencia y para el 16 de mayo de 1814, había llegado a Guataparo, a 7 km de Valencia. Su plan era mantenerse a la defensiva, en espera de la llegada de José Tomás Boves a los valles de Aragua. El 16 de mayo salió Bolívar de Valencia con 4 divisiones (José Francisco Bermúdez, Juan Manuel Valdés, Florencio Palacios y Leandro Palacios); el 17 fue avistado el enemigo, formado en batalla. Los republicanos procedieron al ataque, el cual fue esquivado por Cajigal. El 20 de mayo se retiró el jefe realista en la dirección de San Carlos. Bolívar regresó a Valencia, a preparar una ofensiva contra José Tomás Boves, pero informado de que Cajigal había tomado posiciones en la sabana de Carabobo, decidió reanudar las operaciones contra este jefe realista. El 26 salió de Valencia con 5 divisiones (Bermúdez, Valdés, Florencio Palacios, Diego Jalón y Leandro Palacios), con toda la caballería disponible. La artillería la mandaba el coronel Antonio Freites. El 28 de mayo, los republicanos (5000 hombres) atacaron a los realistas (6.000 hombres) y les infligieron una derrota. De la persecución se encargó el general Rafael Urdaneta. Bolívar regresó a Valencia con el resto de las tropas.

### Operaciones de Simón Bolívar ante nueva ofensiva de José Tomás Boves
De la sabana de Carabobo marchó Santiago Mariño a los valles de Aragua y de allí a Villa de Cura, para hacer frente a Boves; para ello cuenta con unos 3000 hombres. De Villa de Cura siguió hasta La Puerta, donde tomó posiciones el 14 de junio (1814). El 15 llegó Bolívar y horas más tarde, la posición fue atacada por Boves con 3.800 combatientes repartidos en 3 columnas. Al cabo de 2 horas de combate, la posición fue doblegada. Bolívar replegó sobre La Victoria y de allí a Caracas. Por su parte, Boves se dirigió a Valencia, ciudad a la cual le puso sitio y una vez tomada, marchó sobre Caracas.

### Operaciones de Oriente
Imposibilitado Simón Bolívar para hacer frente a la ofensiva de Boves, partió el 7 de julio de 1814 para el oriente del país (Emigración a Oriente), seguido por una columna realista al comando del brigadier Morales. Después de 23 días de marcha llegó a Barcelona y de allí pasó a la villa de Aragua de Barcelona, donde fue derrotado por Morales el 17 de agosto. Esta batalla es la primera de una serie de combates, mediante los cuales los realistas destruyeron todo el poder combativo de los republicanos y con ello reasumieron el control político y militar de Venezuela determinando la pérdida de la II república. Las operaciones en el oriente culminaron en la batalla de Úrica (5.12.1814), en la cual pereció Boves, aunque su ejército resultó vencedor, y la Quinta Batalla de Maturín donde triunfaron también los realistas.

### Retirada de Rafael Urdaneta: Derrotado Juan Manuel Cajigal en Carabobo
(28.5.1814), Urdaneta se ocupó de la persecución de los vencidos y de paso debía recolectar ganado y obtener vituallas para la subsistencia de las tropas. Se hallaba Urdaneta en Barquisimeto cuando tuvo conocimiento de la derrota de Bolívar en La Puerta, la caída de Valencia y la Emigración a Oriente. Imposibilitado como estaba para concurrir en auxilio de Bolívar, decidió retirarse hacia Nueva Granada, por la vía de los Andes, operación ejecutada bajo la presión constante de Sebastián de la Calzada. A finales de septiembre de 1814 llegaba Urdaneta con sus tropas a la ciudad de Cúcuta.

### José Antonio Páez en el Apure
(1815-1817): El general Pablo Morillo al mando de la fuerza expedicionaria de pacificación proveniente de Cádiz desembarca en Carúpano y luego ocupa la isla de Margarita para dirigirse a Cartagena de Indias haciendo escala en La Guaira y Puerto Cabello. A fines de 1815, los realistas (3500 combatientes) bajo el mando del brigadier Sebastián de la Calzada, invadieron la provincia de Casanare, donde se habían reunido muchos republicanos escapados de las acciones de Pablo Morillo. Estos hombres, mandados por el general Joaquín Ricaurte, hicieron frente a La Calzada y lo derrotaron en el combate de Chire (31.12.1815), en el cual estuvo presente el comandante José Antonio Páez. La división de Ricaurte pasó a Guasdualito, con parte de las tropas y Páez quedó con 500 hombres. El 16 del mismo mes la pequeña fuerza republicana atacó y venció al coronel Francisco López en el combate de Mata de la Miel, el cual es el primero de una serie de victorias que traerían como resultado el dominio de los llanos de Apure por Páez. Entre los combates más relevantes se cuentan: El Yagual (6.10.1816), Banco Largo (7.11.1816), Las Mucuritas (28.1.1817) y Paso de Apurito (18.7.1817).

### Expedición de los Cayos

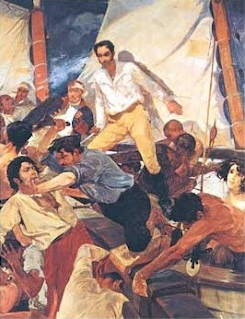
Expedición de Los Cayos.

Un grupo de independentistas que habían logrado huir de Venezuela tras la caída de la república se reunieron en Haití, Bolívar fue nombrado jefe en la Asamblea de Los Cayos tras lo que planearon la expedición y con la ayuda del presidente de Haití, Alexandre Petion, obtienen las municiones y armas que necesitan. La expedición sale de Los Cayos de San Luis y tras atracar en la isla de Margarita, ataca Carúpano y desembarca en Ocumare de la Costa. El 6 de julio varios cientos de esclavos se unen a sus fuerzas debido a la proclamación previa. Morales supo de la llegada de Bolívar y se apresura a marchar de Valencia hacia Ocumare con unos doscientos hombres. José Guero se une a él con otros cien soldados y juntos se dirigieron a Ocumare a enfrentar a Bolívar. Soublette procede el 8 de julio a marchar en La Cabrera con setecientos soldados. De allí parte hacia Maracay, que ocupa sin resistencia.

### Retirada de Ocumare y Choroní
El 10 de octubre se produjo el encuentro. Carlos Soublette huye con las primeras escaramuzas y le sigue Bolívar. Ambos huyen en sus caballos de vuelta a la bahía de Ocumare, montan a bordo de su barco Diana y parten hacia Bonaire y de allí hacia Haití. Tras un nuevo intento sobre Venezuela, la segunda expedición de los Cayos, los independentistas se internan en la provincia de Barcelona donde abren campaña.
Luego del fracaso del desembarco en Ocumare y de la ofensiva a los valles de Aragua los independentistas se retiraron de vuelta a las playas y ahí reembarcaron. La mayor parte de la expedición quedó en tierra y bajo el mando del general Gregor MacGregor emprenden la marcha a través de Maracay y Cagua y de allí al oriente del país. El 10 de agosto llegan a San Diego de Cabrutica donde se le unen las fuerzas de José Tadeo Monagas, Pedro Zaraza y Julián Infante. El 6 de septiembre enfrentan y derrotan al coronel Rafael López en la batalla de Alacrán. El 13 de ese mes ocupan Barcelona.

### Operaciones de Santiago Mariño en oriente
(1816): A comienzos de septiembre, el general Mariño, secundado por José Francisco Bermúdez, marchó sobre Irapa y el 13, atacó y destruyó la guarnición de Yaguaraparo. En la continuación de la ofensiva llegó el 15 de octubre a Río Caribe y el 10 ocupó a Carúpano, después que los realistas habían abandonado la plaza. El 15 del mismo mes, Santiago Mariño se estableció en Cariaco y desde allí, con apoyo de la escuadra de Juan Bautista Arismendi, abrió operaciones contra la ciudad de Cumaná.

### Operaciones de Manuel Piar
(1816): Después de algunos éxitos en Maturín y en conocimiento del avance de Santiago Mariño sobre Cumaná y de la retirada de MacGregor, el general Manuel Piar llegó a Chivacoa con 700 hombres y de allí pasó a Ortiz para amenazar a Cumaná y servir de enlace a Mariño y MacGregor. Desde Aragua de Barcelona, el coronel Francisco Tomás Morales marchó sobre Barcelona con unos 3000 combatientes. Concurre Piar en auxilio del general MacGregor y con efectivos cercanos a los 2000 hombres, estos 2 jefes vencieron a Francisco Tomás Morales en el combate de El Juncal (27 de septiembre de 1816). Morales se retiró a Uchire, perseguido por la caballería republicana. Después de esta batalla, Piar pasó a la provincia de Guayana, donde operaba el general Manuel Cedeño y unidas sus fuerzas, avanzaron contra la ciudad de Angostura, cuya defensa la tenía el brigadier Miguel de la Torre, la cual cayó en la batalla de San Félix por lo que por primera vez, se asentó y fundamentó indestructiblemente a la Patria, e hizo posible la organización de la República puesto que todo cuanto aconteciera después se engendró en San Félix.

### Campaña de Barcelona
La expedición de Jacmel (segunda expedición de Los Cayos) desembarca en Barcelona el 31 de diciembre de 1816. Bolívar estableció su cuartel general en la ciudad y desde ahí planeo una ofensiva sobre Caracas que se ejecutaría tras una concentración de tropas procedentes de las regiones ocupadas por los independentistas: Apure, Guayana y Cumaná. Bolívar ejecutó una diversión por la costa de Píritu con el objeto de desviar la atención de los realistas hacia Caracas mientras se desarrollaba la concentración planeada, pero la derrota sufrida en Clarines el 9 de enero de 1817 deja sin efecto dicha diversión, por lo cual Bolívar regresa a Barcelona. Dificultades políticas y estratégicas obligan a Bolívar a suspender la campaña, de allí parte hacia Guayana donde se encontraba Piar dejando a las fuerzas de Barcelona bajo la jefatura del general Pedro María Freites.

### Campaña de Guayana
Los republicanos conquistan la región de Guayana entre 1816-1817 con lo cual quedaron en poder de una región rica en recursos naturales y facilidades de comunicación que sirvió de base para lanzar campañas a otras regiones del país. La campaña dio un curso definitivo a la guerra de derrota tras derrota que llevaban, a un proceso cada vez más incontenible por los realistas.

### Campaña de Margarita
Morillo invade la isla de Margarita el 14 de julio de 1817 con el fin de sofocar la resistencia insular. Morillo llega con un ejército de unos 3000 hombres y rápidamente toma la mayor parte de la isla, pero la resistencia encarnizada de los margariteños en Matasiete, Juan Griego, Puerto del Tirano y otros lugares, además de las noticias de las victorias de Bolívar en Guayana deciden a Morillo a retirarse de la isla el 17 de agosto.

### Campaña del Centro
Con la Guayana en manos republicanas, Bolívar marcha hacia Apure y se entrevista con el jefe llanero José Antonio Páez, caudillo de la región, en el hato Cañafistola. Logrado la adhesión de Páez a su mando y terminada la concentración de tropas, el ejército venezolano cruza el río Apure el 12 de febrero e inicia una ofensiva contra las fuerzas realistas en el Guárico. El grueso de los ejércitos realistas es derrotado en Calabozo tras lo cual los realistas se retiran hasta los valles de Aragua perseguidos por Bolívar. La retirada de Páez con su caballería de vuelta a San Fernando y la victoria de Morillo en La Puerta cambian el curso de la campaña y obligan a Bolívar a volver a Apure perseguido por los españoles.

### Campaña de Apure
Morillo invade el Apure en 1819 con la esperanza de que una victoria de sus fuerzas allí represente un golpe decisivo a los independentistas. Las fuerzas españolas vencen en varios combates obligando a los venezolanos a retirarse hasta el río Arauca, pero con la victoria independentista en Las Queseras del Medio los realistas son rechazados y Morillo se retira de vuelta a Calabozo a pasar la temporada de lluvias.

### Campaña Libertadora de Nueva Granada

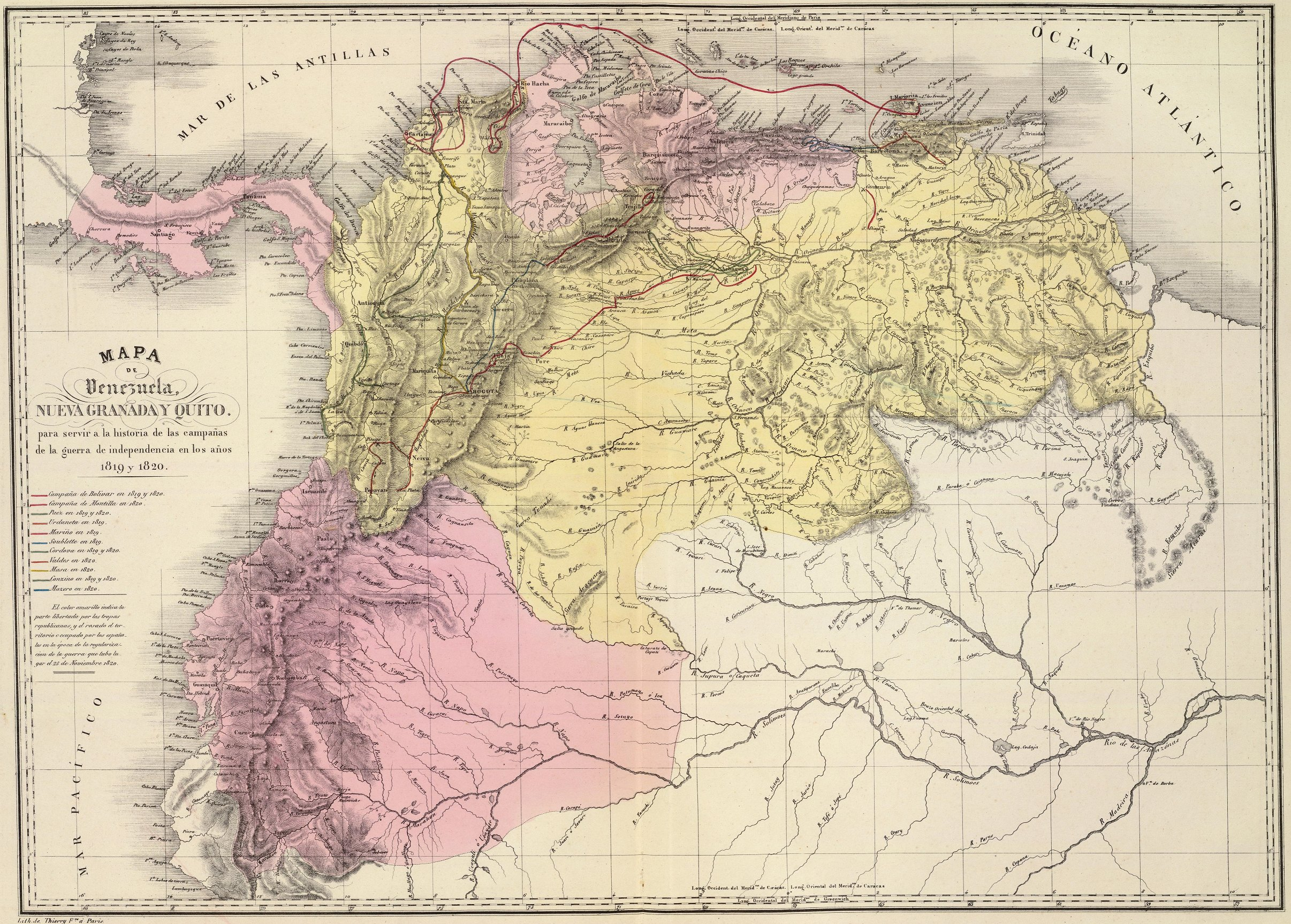
Campañas de independencia en Venezuela y Nueva Granada entre 1819 y 1820

Desde la instauración de la Tercera República de Venezuela Bolívar había sostenido las fuerzas neogranadinas en Casanare comandadas por Santander y Páez quienes constituían la división de Vanguardia del ejército que invadiría Nueva Granada. Al finalizar la campaña de Apure con la llegada de la lluvia, Morillo no consideró posible un ataque independentista a Nueva Granada por la intransitabilidad de Apure en la época de lluvias. El 26 de mayo de 1819 Bolívar marchó con su ejército a través de las sabanas apureñas inundadas incorporando las fuerzas de Páez y Santander. El cruce de la cordillera de los Andes se dio por el Páramo de Pisba, al llegar al otro extremo los independentistas vencieron en las batallas de Gameza, Pantano de Vargas y Boyacá, con la liberación de la Nueva Granada y su unión a Venezuela se crea la República de Colombia.

### Campaña de Carabobo

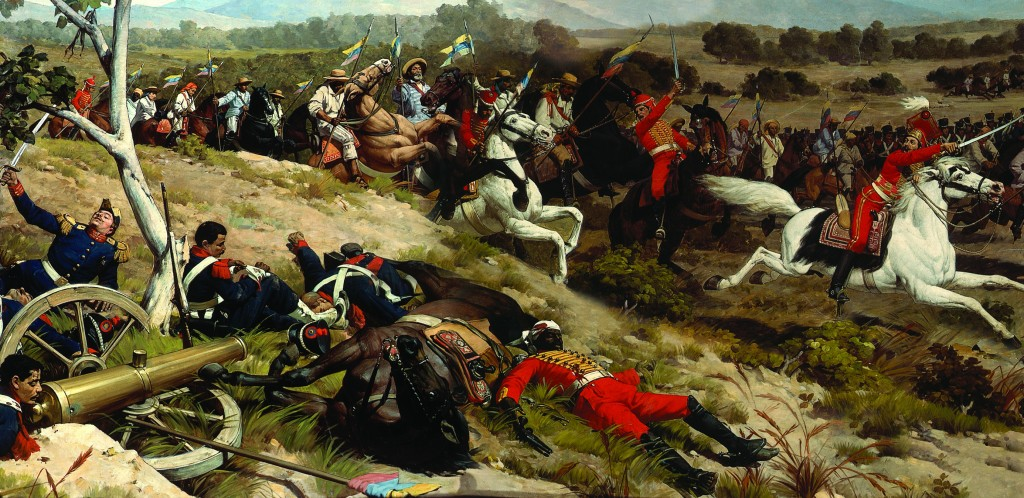
Batalla de Carabobo.

La campaña que habría de finalizar con la derrota decisiva a los ejércitos realistas se inicia el 28 de abril de 1821 según los planes trazados por Bolívar el año anterior. Los 5 ejércitos principales: Ejército de Occidente (Urdaneta), División del Coronel Cruz Carrillo, Ejército del Libertador (Bolívar), Ejército de los Llanos (Páez) y el Ejército de Oriente (Bermúdez) inician su marcha hacia el centro del país. El Ejército de Oriente avanza sobre Caracas, ciudad que toma tras algunos combates, y luego toma y abandona las ciudades de La Guaira y La Victoria. Estas acciones de distracción encomendadas a Bermúdez permiten la concentración de los ejércitos de Bolívar, Páez y la División de Cruz Carrillo en San Carlos y fuerza a Miguel de la Torre a enviar algunas de sus fuerzas a combatir a Bermúdez. El 20 de junio el ejército colombiano llega cerca de Campo Carabobo donde se hallan desplegados los realistas. El 24 de junio se libra la batalla de Carabobo.

### Campaña de Occidente
Tras la batalla de Carabobo los restos de los ejércitos realistas que lograron escapar del campo de batalla se refugiaron en Puerto Cabello, mientras en oriente hicieron lo mismo en Cumaná. Cumaná fue tomada poco después por los independentistas, pero la ciudad de Puerto Cabello, fuertemente fortificada resistió hasta 1823, tiempo durante el cual sirvió de base para la reconquista española de territorios en el occidente de Venezuela.

### Operaciones en el Lago de Maracaibo

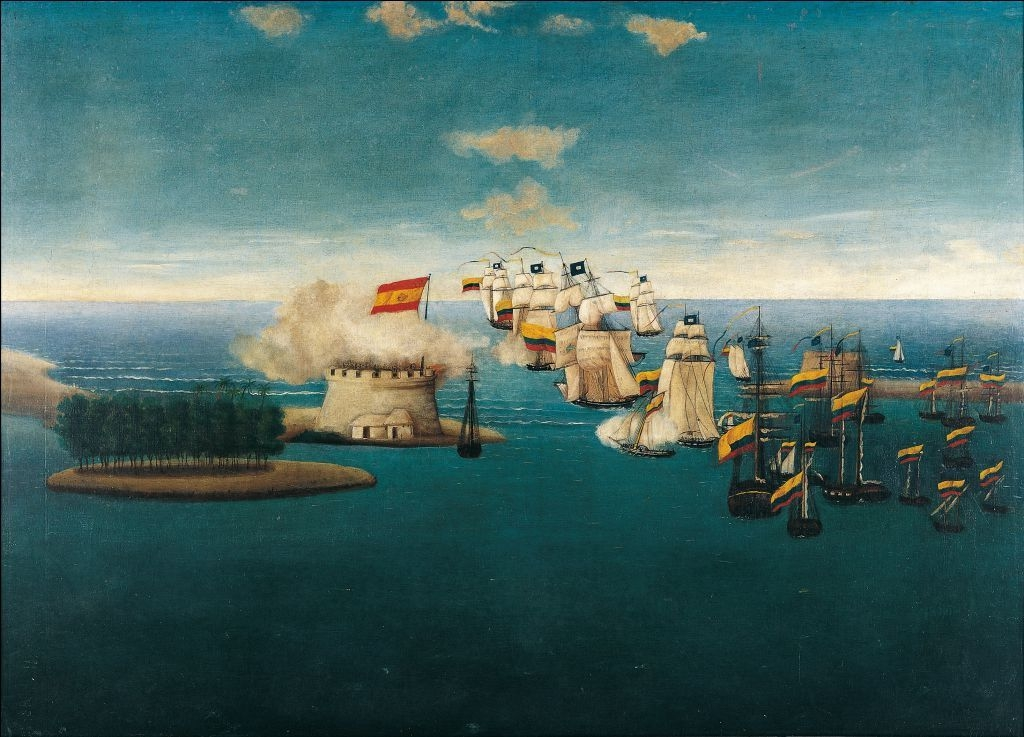
Forzamiento de la Barra de Maracaibo

Los españoles desde su único reducto en Puerto Cabello habían logrado reconquistar las provincias de Coro y Maracaibo, lo cual les dio un territorio considerable en el occidente del país. Las autoridades de la República decretaron un bloqueo naval de las costas del país, la entrada al lago de Maracaibo fue forzada por el almirante Padilla el 8 de mayo de 1823, y tras varias acciones limitadas la batalla decisiva se dio el 24 de julio de 1823, resultando en un completo triunfo venezolano. La derrota en la batalla del Lago de Maracaibo hizo insostenible la posición de Morales, el cual capituló el 3 de agosto. El 8 de noviembre de 1823, las últimas tropas españolas que todavía quedaban en el castillo de Puerto Cabello al mando de Sebastián de la Calzada se embarcaron hacia España.

## Consecuencias
Como consecuencia de la guerra, el país obtiene finalmente su independencia convirtiéndose así en un Estado soberano, así mismo, la guerra de independencia de Venezuela repercutió favorablemente en las demás guerras de independencia que se llevaban a cabo en el sub continente suramericano. Después de que Bolívar venciera en Venezuela, su ejército fue conducido al resto de la Nueva Granada y El Perú  participando activamente en la liberación de dichos territorios. 
Tras 13 años de guerra el país se encontraba arrasado, se calcula que al menos 200.000 personas murieron a consecuencia de las batallas, las enfermedades, el hambre o las represalias de la guerra a muerte. Al finalizar la contienda la economía del país se había atrofiado a una fracción de lo que fue durante la colonia y tardaría varias décadas en recuperarse. Además la contienda facilitó la aparición de caudillos militares que produjeron en los años sucesivos el estallido de conflictos civiles internos. España reconocería la independencia de Venezuela el 30 de marzo de 1845 con la firma del Tratado de Paz y Reconocimiento entre Venezuela y España.